# Tom Frantzen

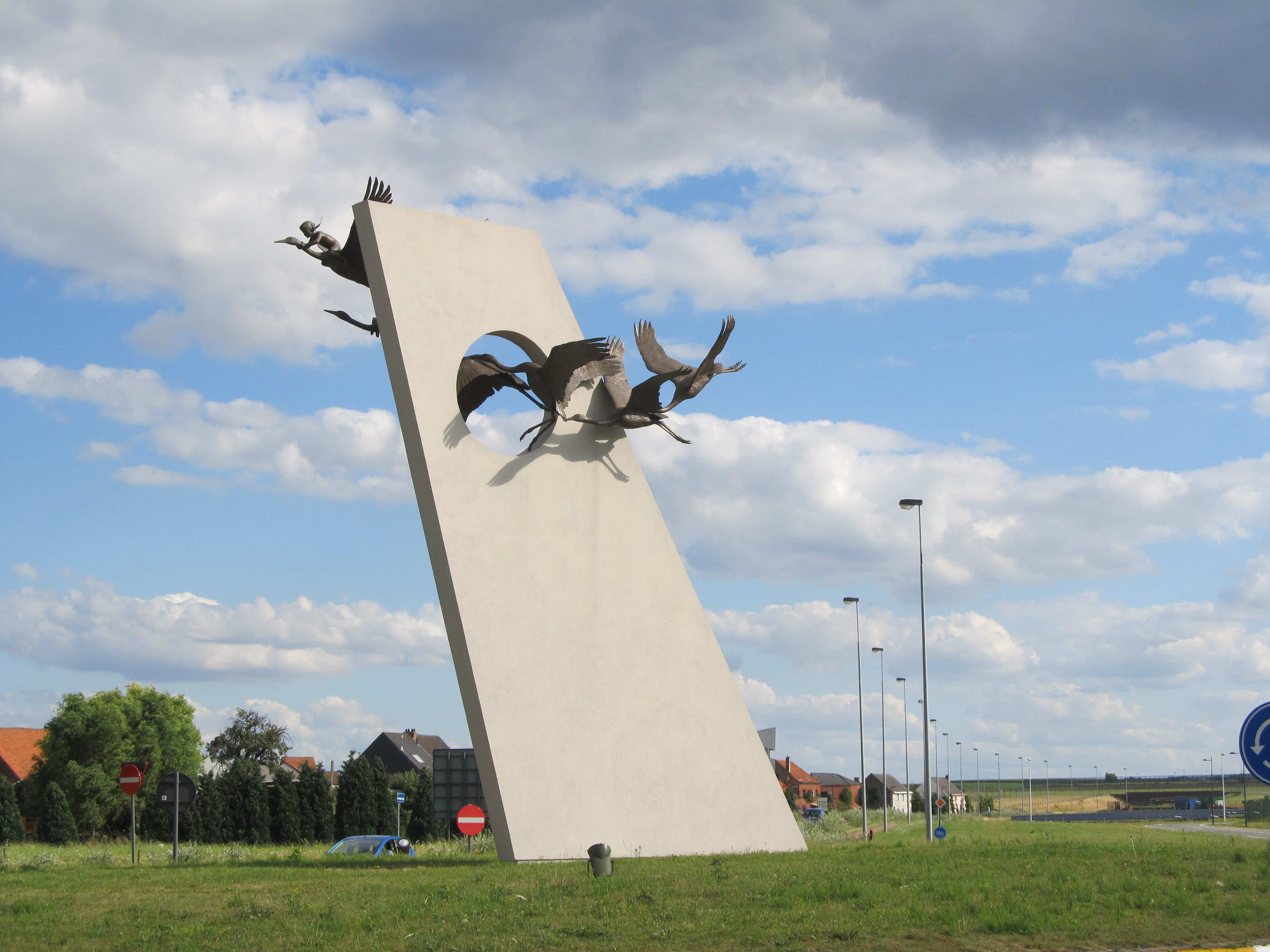
De eerste droom van Saint-Exupéry, nabij de luchthaven van Zaventem, België.

Tom Frantzen (Watermaal-Bosvoorde, 16 november 1954) is een Belgische beeldhouwer, bekend vanwege talrijke straatbeelden.

## Biografie
Al op 14-jarige leeftijd tekende Tom Frantzen cartoons voor diverse dag- en weekbladen. Na de wetenschappelijke humaniora twijfelde hij tussen studies architectuur en beeldhouwkunst. Tussen 1972 en 1976 studeerde hij aan de École Nationale d’Architecture et des Arts Visuels Ter Kameren in Brussel, onder het mentorschap van Rik Poot. Hij leerde er de techniek van de verloren was, iets wat weinigen nog beheersen. In 1977 bouwde Frantzen, na een stage bij een Italiaanse gieter, zijn eigen gieterij, die in gebruik bleef tot 1990, waarna hij het gieten uit handen gaf. Hij maakte studiereizen in Frankrijk, Duitsland, Italië en de Verenigde Staten. Frantzen doet het verdere ambachtelijke werk, zoals het boetseren, mouleren, ciseleren en patineren, nog zelf, op zijn thuisbasis in Duisburg.
Zijn stijl, gekenmerkt door fantasie en humor, omschrijft Tom als ‘hedendaagse Vlaamse Fantastiek’. Tom Frantzen integreert utilitaire en mechanische objecten in de composities. De objecten zijn even belangrijk als de geboetseerde elementen. Verleden en toekomst vormen een geheel, mensen worden dieren en omgekeerd.
Hij combineert een ruimtelijke dynamiek met minimalistische en organische vormen.
In zijn publieke kunst legt hij goed geïntegreerde accenten die de bestaande omgeving animeren. Interactiviteit is hierbij een belangrijk gegeven.
Twintig jaar lang werkte hij aan zijn ‘De Paden van de Waaienberg’, een eigen openluchtmuseum, waar natuur en beelden in volledige symbiose zijn.
Kers op zijn artistieke taart is het 14 meter lange beeld: ‘De Opmars van de menselijke Waanzin’.

## Kenmerken
De beelden van Tom Frantzen zijn veelal doorspekt met humor: ‘de Brusselse Zwanze’ is nooit ver weg. Frantzen maakt er een erezaak van zijn beelden volledig te integreren in de omgeving. Hij is een belangrijke exponent van De Vlaamse Fantastiek.

## Prijzen
- 1976: Eerste prijs cartoonwedstrijd tijdschrift Actualiteit
- 1981: Godecharle Prijs monumentale beeldhouwkunst, Brussel
- 1985: Eerste prijs VTB-VAB monument Ernest Claes, Zichem
- 1989: Prijs van het jonge publiek op ‘Monumentaal Bornem’, Bornem
- 1990: Tweede Prijs president Nobutaka Shikanai op de ‘Third Rodin Grand Prize’ in Japan
- 1990: Eerste Prijs Beeldhouwwedstrijd Stad Oostende
- 1991: Publieksprijs ‘Natuurbeeld 21’ Antwerpen
- 1992: Manzu Prijs, Hakone Open Air Museum Japan
- 1999: Eerste prijs Commissie Beeld in de Stad: monument Jan Cornelis Van Rijswijck, Antwerpen
- 2002: Eerste Prijs wedstrijd monument Pieter Brueghel, Vlaamse Gemeenschapscommissie Brussel
- 2017: Eerste prijs monument Jacques Brel, Brussel
- 2018: Eerste Prijs Wedstrijd eerbetoon aan de perzikteelt: De Pezzesnaaer, Eizer (Overijse)
- 2018: eerste Prijs wedstrijd 'Ode aan kindervreugde en kindergeluk': La Ribambelle Joyeuse, Troyes, Frankrijk.
- 2019: Hergé (plaatsing in mei)

## Belangrijkste werken op openbare plaatsen
Enkele bekende voorbeelden
- Straatbeeld Ernest Claes, Zichem

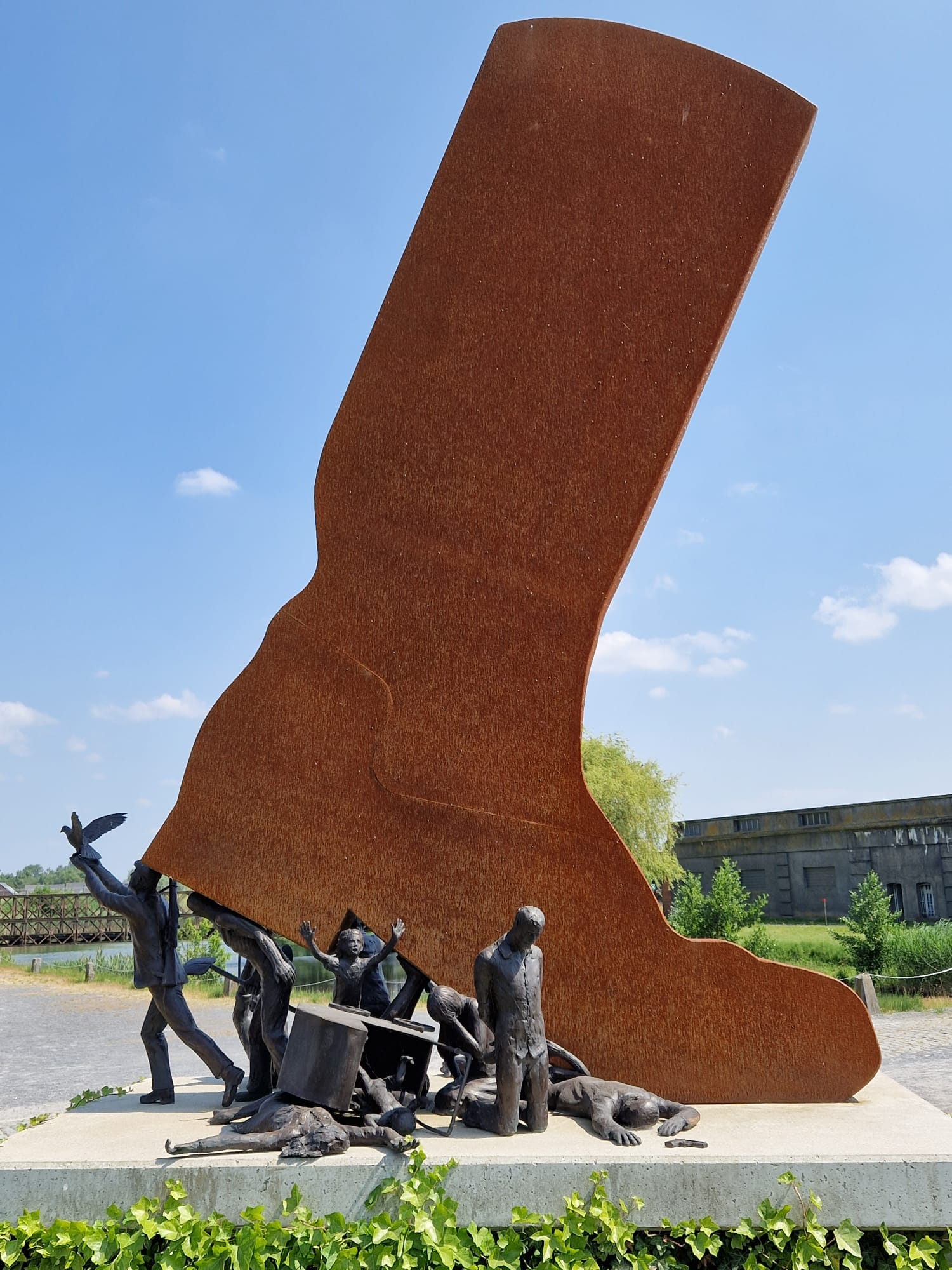
Ode aan het verzet, Breendonk

- De Vaartkapoen, Sint-Jans-Molenbeek
- Basreliëf ’t Serclaes, Odisee - Hogeschool Brussel
- Beeld ‘De Val van de Engelen, faculteit Geneeskunde VUB
- Fontein ‘Vaders & Zonen’, Zoo Antwerpen
- Beeld ‘Methaphor 1’; beeld ‘Running Culture, Utshukushi Ga Hara Open Air Museum Japan
- Beeld ‘Methamorfose’, Inkomhal hoofdkwartier Toyota Europe Evere
- Beeldengroep ‘The Congo I Presume’, tuin AfricaMuseum, Tervuren
- Straatbeeld ‘De Herder’, Lichtaart
- Straatbeeld ‘Billie & Bollie’, Jette
- Fontein ‘Het Zinneke’, Brussel (niet in werking)
- Fontein ‘Kijk wat wij kunnen’, Berchem (niet in werking)
- Beeld ‘Madame Chapeau’, Brussel
- Straatbeeld ‘Jan Cornelis Van Rijswijck’, ’t Eilandje Antwerpen
- Fontein: ‘The Bandundu Water Jazz band’, Tervuren
- Ode aan het verzet, Breendonk
- Tweedeling straatbeeld ‘Renaissance van de droom’ & ‘De eerste droom van Saint Exupéry’, Belgocontrol Steenokkerzeel
- Beeld ‘La Belle Hippo’, Museum van Schone Kunsten Doornik
- Beeld ‘De Zuiveringsengel’ Augustijnenklooster Gent
- Cortenstaal reliefs kunstacademie Zaventem
- Beeld ‘Jean Stampe’, Stampe en Vertongen - Luchtvaartmuseum Deurne
- Straatbeeldengroep ‘Pieter Brueghel’ Brussel (gedeeltelijk geplaatst)
- Brugbeeld: Attendez-Moi, Troyes, Frankrijk
- Ode aan het verzet, Breendonk
- Beeld: Onder de regen, Zwijndrecht, voor het project: Kunst in de straat

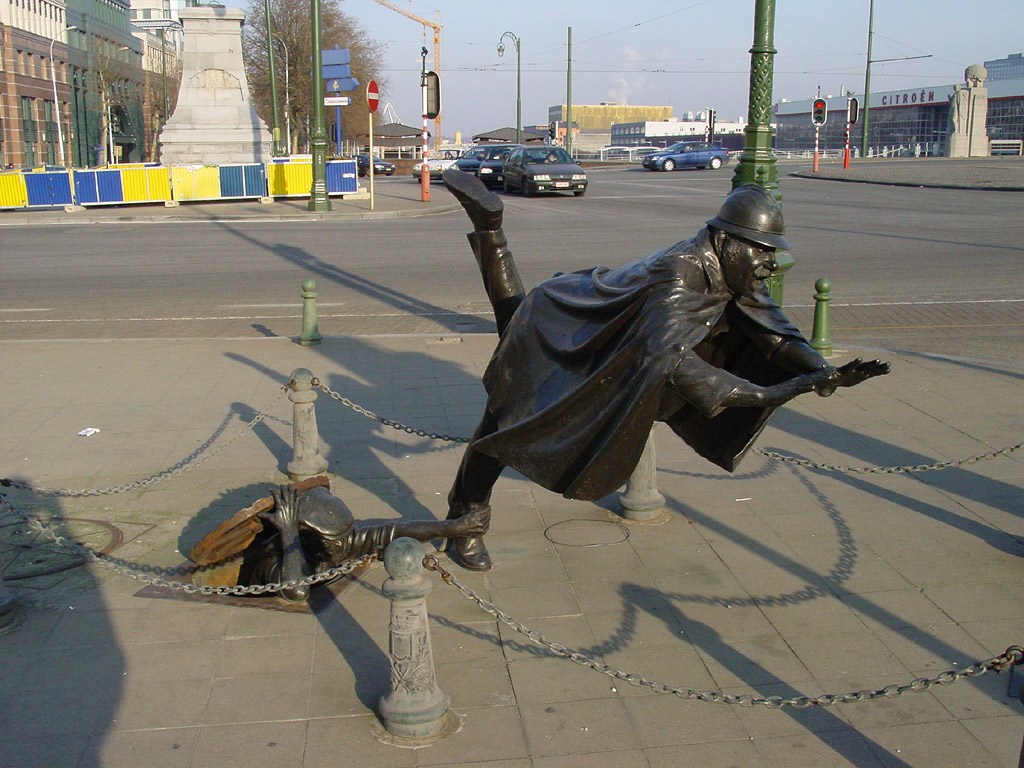
De Vaartkapoen in Sint-Jans-Molenbeek
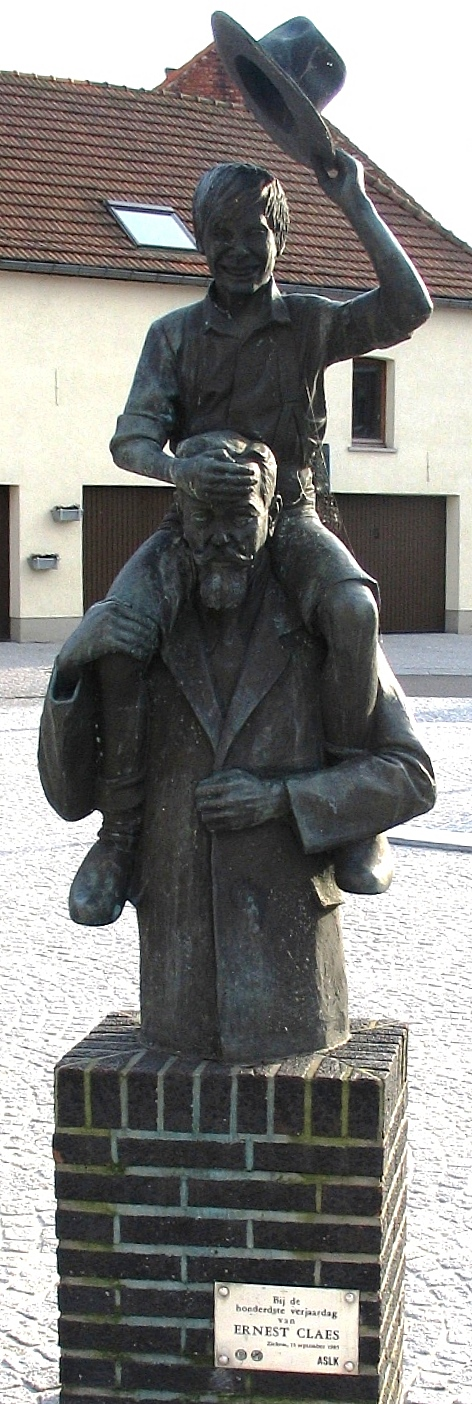
Ernest Claes en De Witte, te Zichem
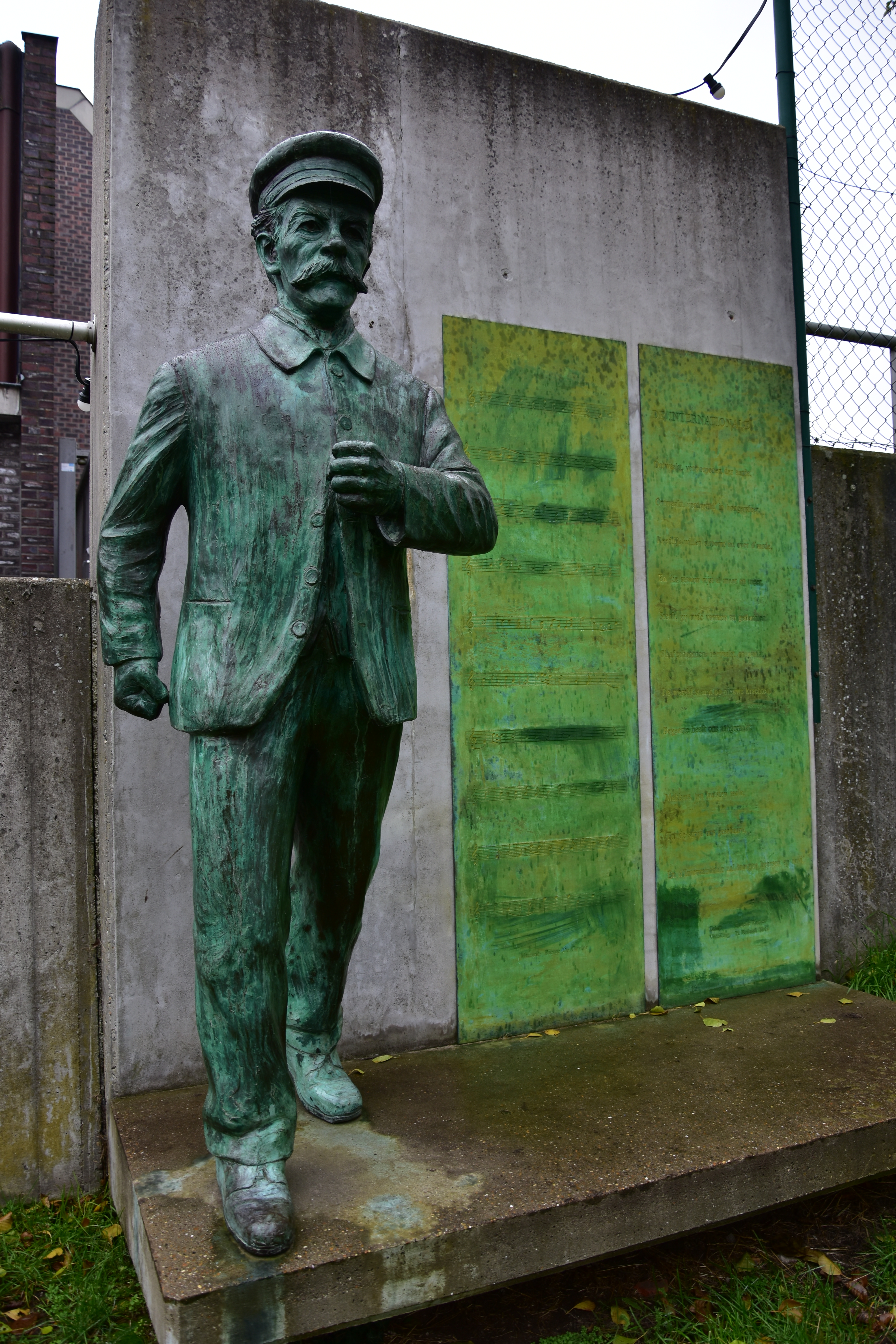
Pierre De Geyter, aan het Industriemuseum te Gent
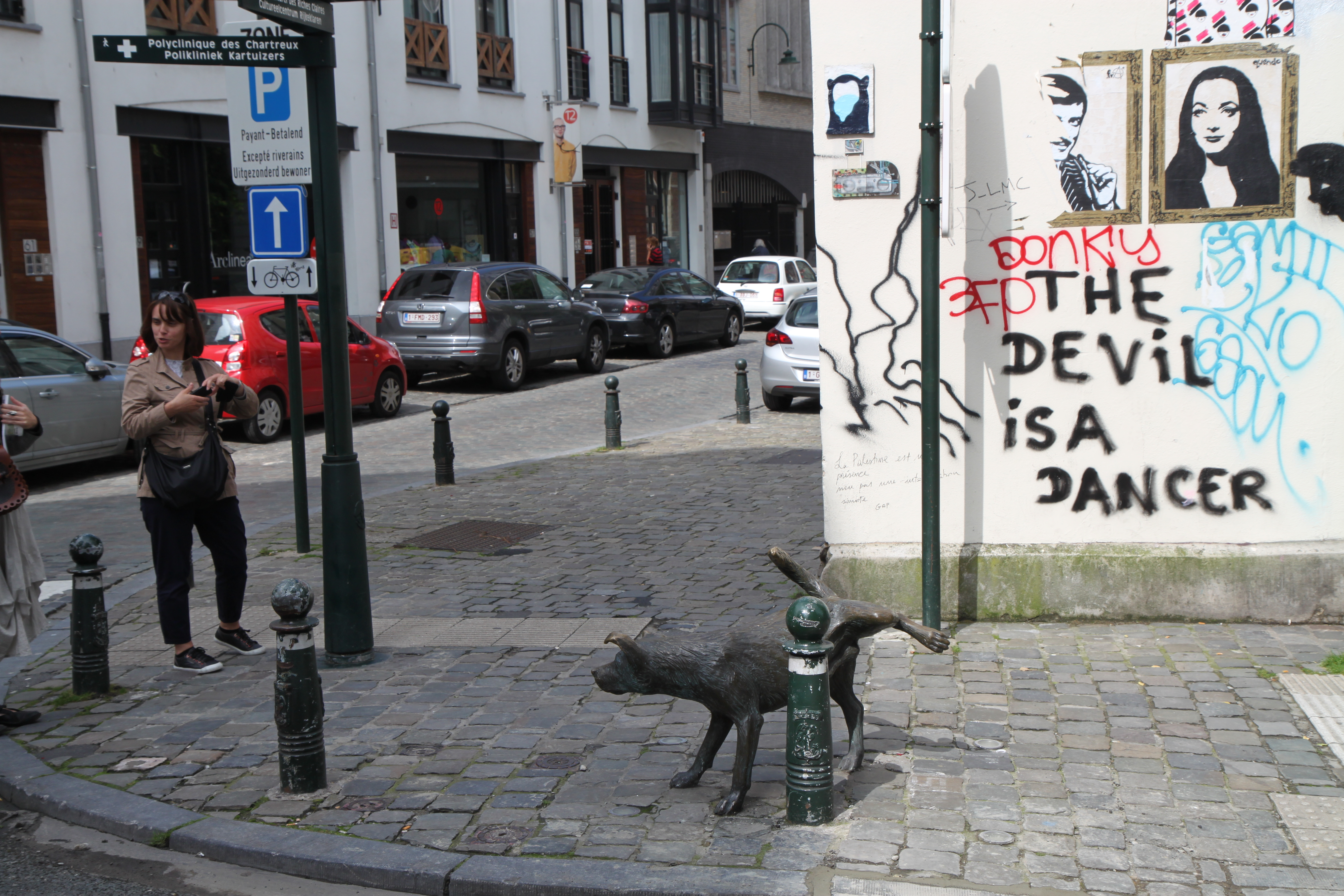
Straatbeeld in Brussel, het Zinneke
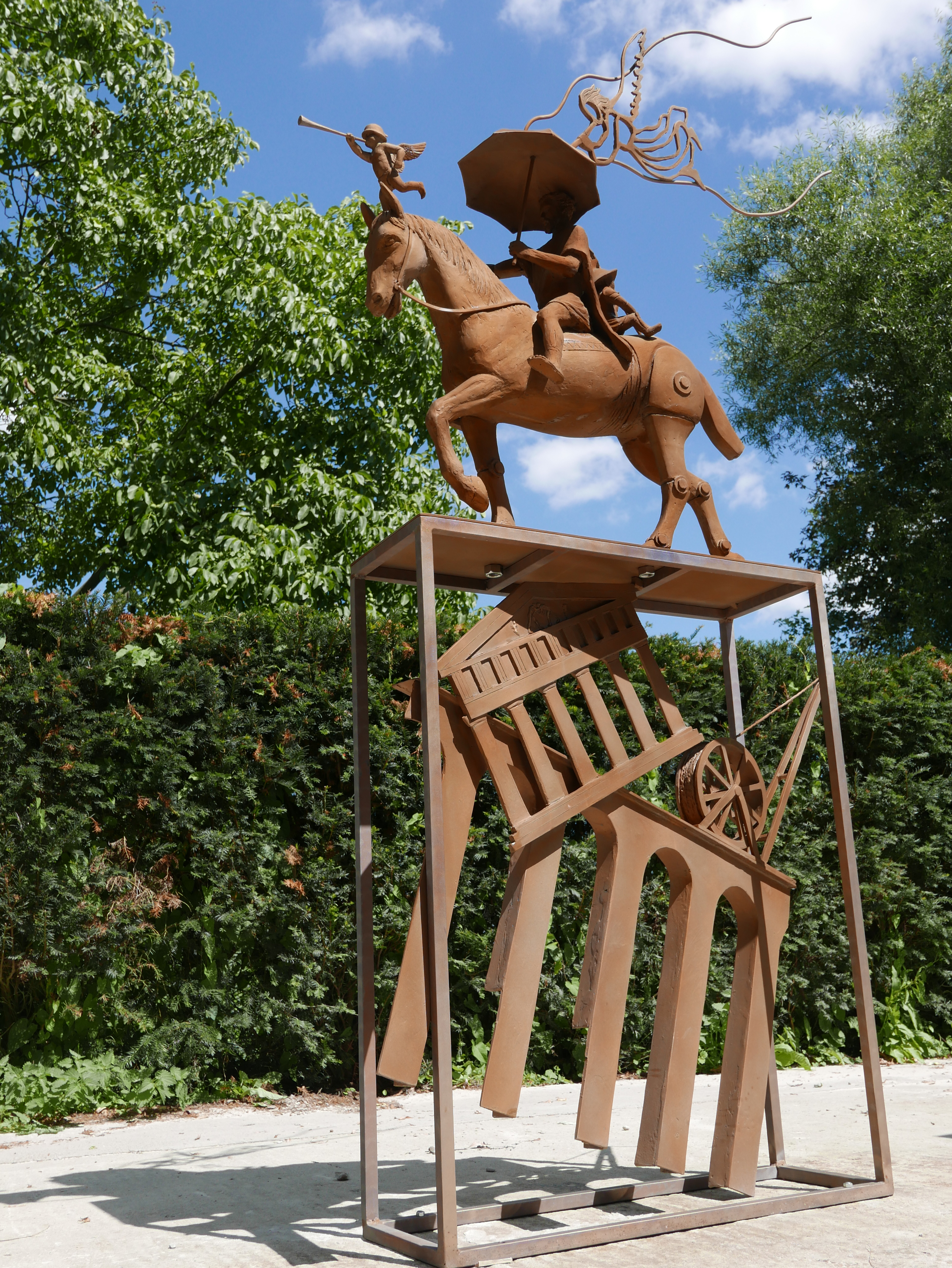
Keizer Marcus Aurelius (tuinbeeld)
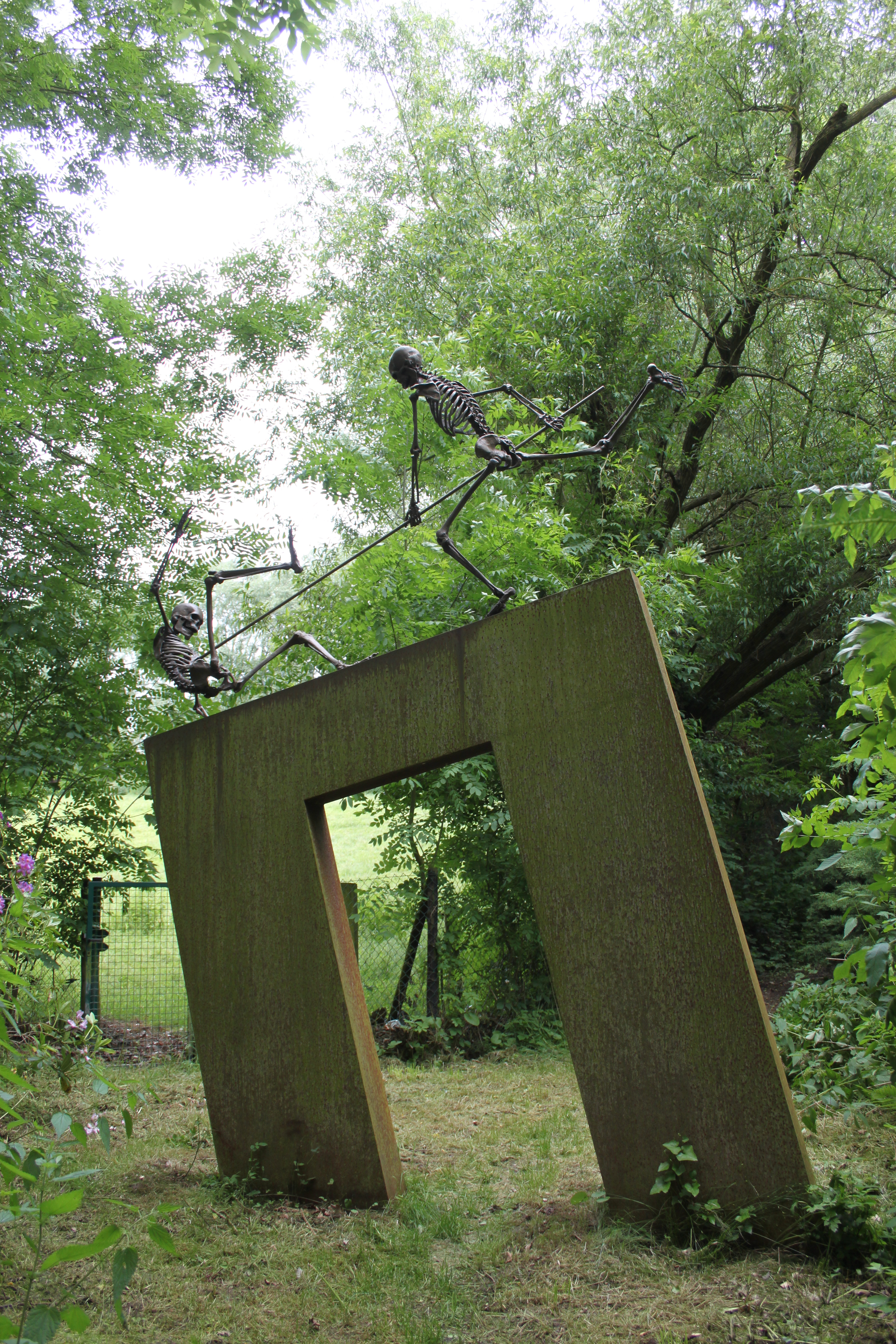
Vechtende geraamtes (te Duisburg, Tervuren (B)
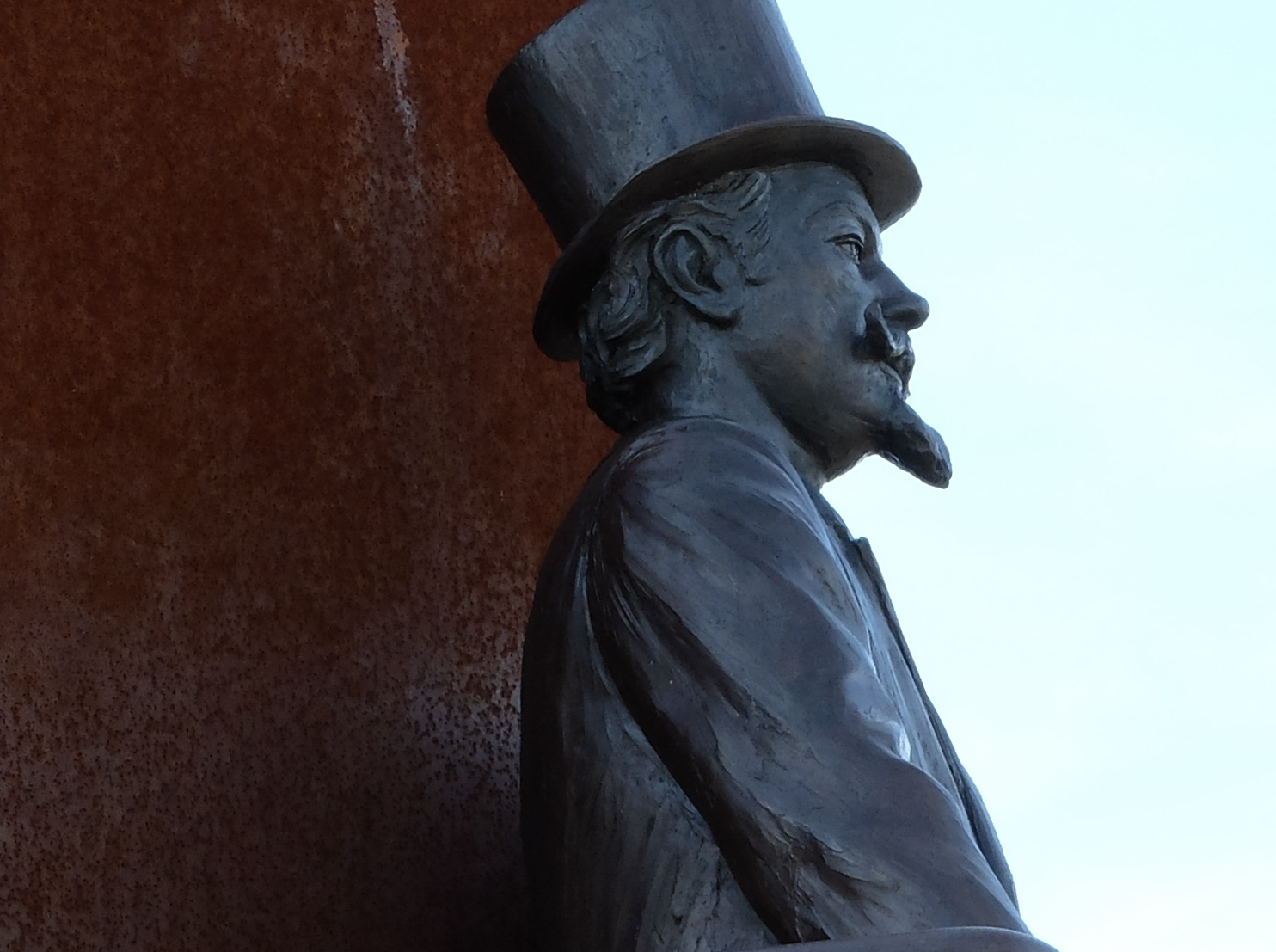
"Burgemeester Jan Van Rijswijck", gedeelte van een sculptuur op het het Eilandje in Antwerpen
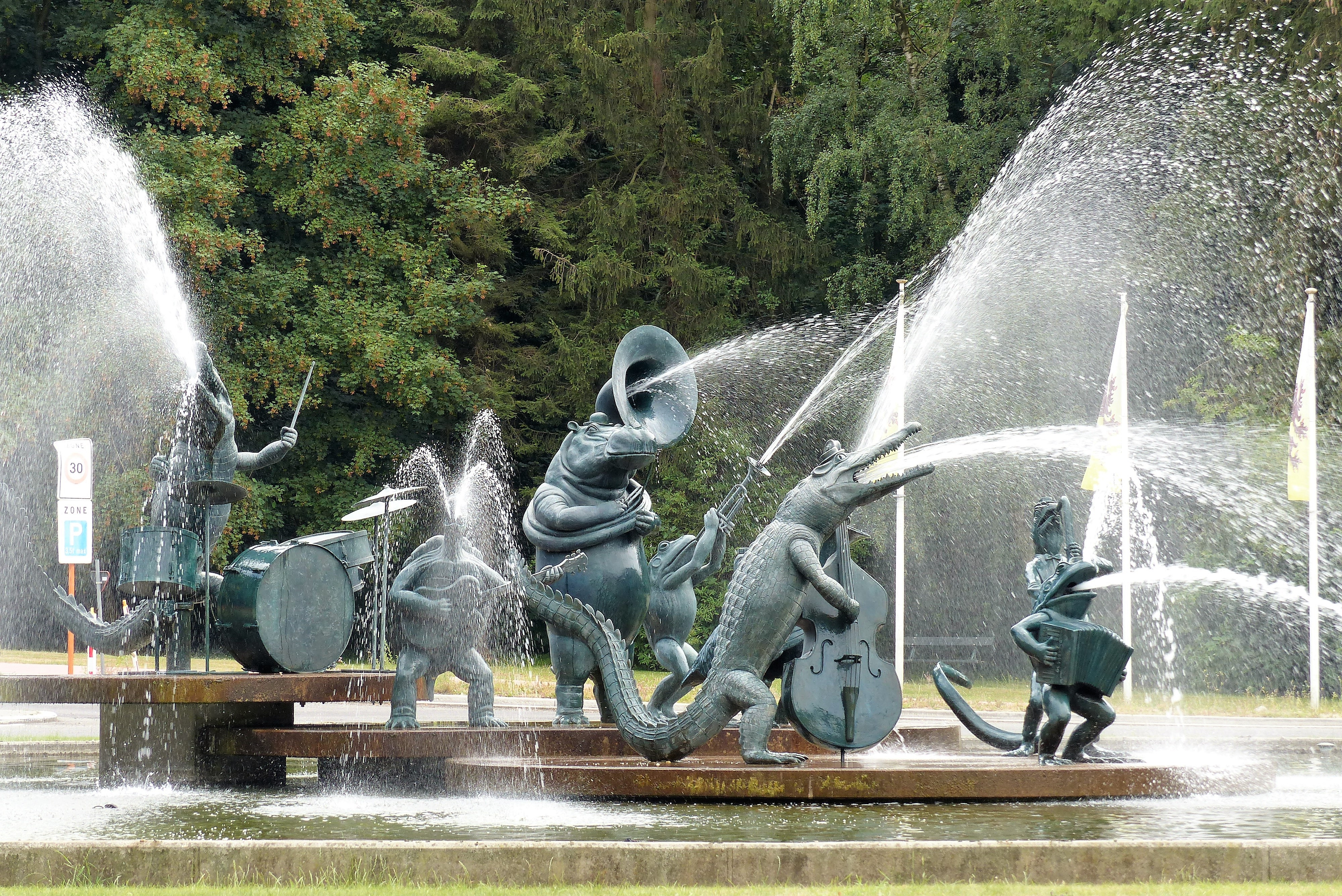
Bandundu Water Jazz Band, Tervuren
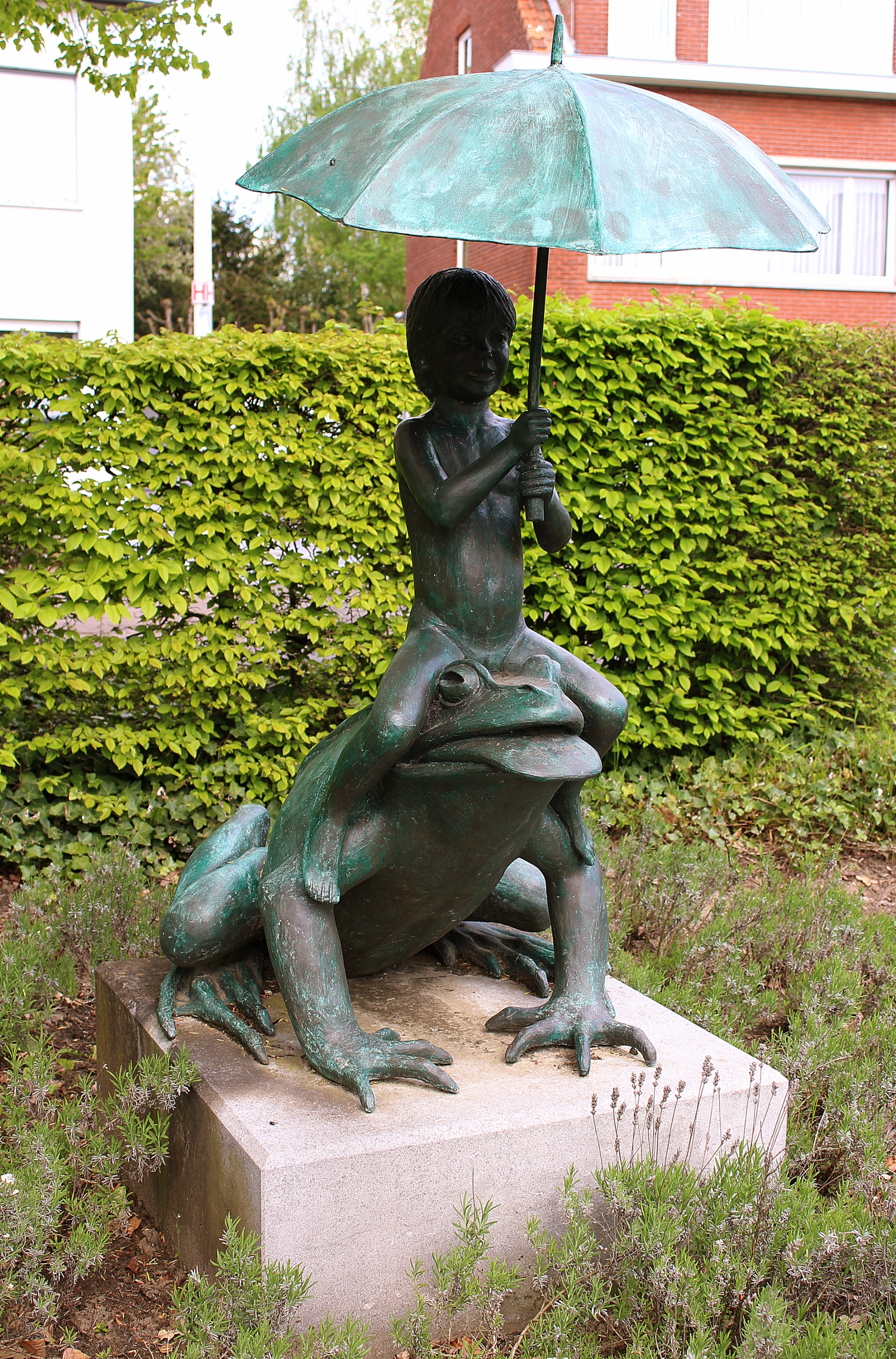
Onder de regen, Zwijndrecht